# Abatís

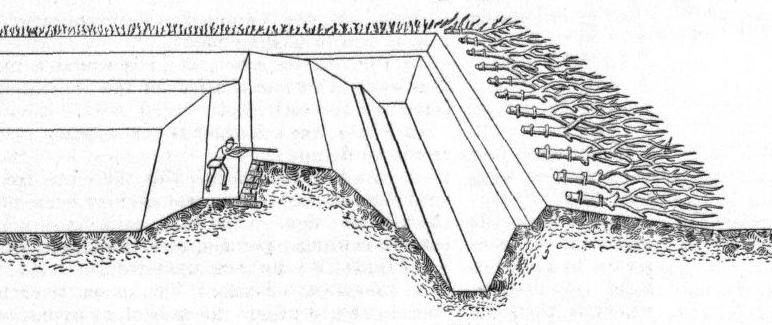
Abatises usados para mantener al enemigo bajo fuego la mayor cantidad de tiempo posible.

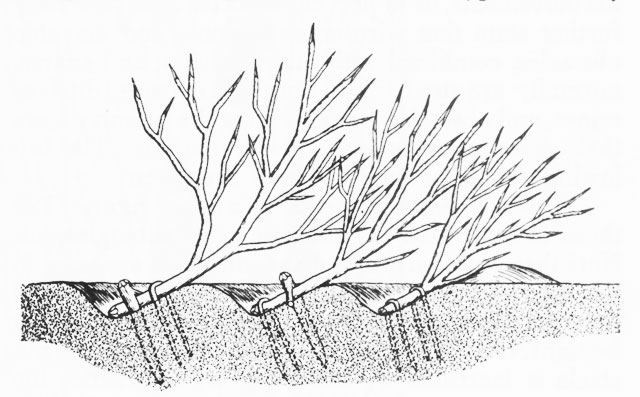
Abatis improvisados por tropas japonesas durante la Segunda Guerra Mundial.

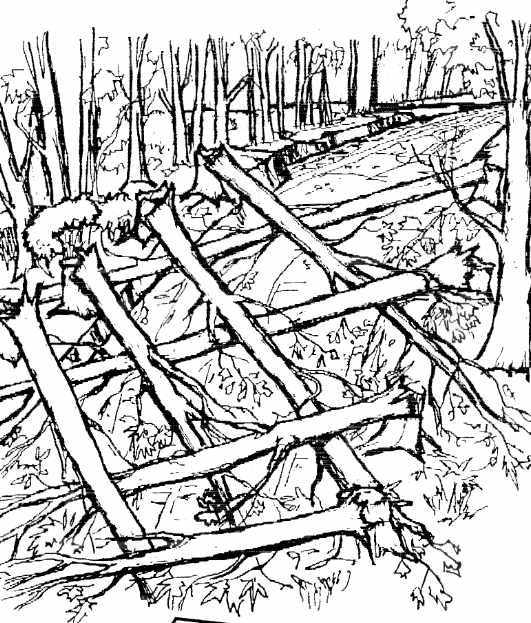
Abatis gigantes, hechos con árboles enteros, pueden constituir un efectivo obstáculo antivehículos.

Abatís, abattís o abbattís (palabra francesa que significa ‘un montón de material apilado’) es un término usado en defensas terrestres para designar a un obstáculo formado por ramas de árboles puestas en hileras, con las puntas en dirección al enemigo. Los árboles son entrelazados o atados con alambre. Los abatís son usados solos o en combinación con otros obstáculos con alambre.
Si bien fueron usados, probablemente, desde los tiempos de la Antigua Grecia, los abatises son raramente vistos hoy en día, ya que fueron reemplazados por defensas con alambre. Sin embargo, puede ser usado como reemplazo o suplemento del alambre de púas cuando este escasea. Una forma de abatís gigante, usando árboles enteros en vez de ramas, puede ser usada como una improvisada defensa antitanque.
Una importante desventaja de los abatís, en contraste con el alambre de espino, es que puede ser destazada por el fuego. También, si son atados con una soga en vez de con alambre, la soga puede ser cortada fácilmente, y luego los abatís pueden ser arrastrados con un gancho hasta una distancia segura.
Una ventaja es que un abatís improvisado puede ser formado rápidamente en áreas arboladas. Esto puede llevarse a cabo cortando una línea de árboles de forma que las copas caigan de forma que estorben al enemigo. Una alternativa es emplazar explosivos para así «volar» los árboles.